# Gennes (Doubs)
Gennes – miejscowość i gmina we Francji, w regionie Burgundia-Franche-Comté, w departamencie Doubs.
Według danych na rok 1990 gminę zamieszkiwało 501 osób, a gęstość zaludnienia wynosiła 70 osób/km² (wśród 1786 gmin Franche-Comté Gennes plasuje się na 317. miejscu pod względem liczby ludności, natomiast pod względem powierzchni na miejscu 627.).